# Dexia uelensis
Dexia uelensis är en tvåvingeart som beskrevs av Fritz Isidore van Emden 1954. Dexia uelensis ingår i släktet Dexia och familjen parasitflugor.
Artens utbredningsområde är Kongo. Inga underarter finns listade i Catalogue of Life.